# 石竜区
石竜区（せきりゅう-く）は中華人民共和国河南省平頂山市に位置する市轄区。

## 行政区画
- 街道:高荘街道、竜興街道、人民路街道、竜河街道